# سارا فيراري
سارا فيراري هي منافسة ألعاب القوى إيطالية، ولدت في 30 سبتمبر 1977.

## وصلات خارجية
- سارا فيراري على موقع الاتحاد الدولي لألعاب القوى (الإنجليزية)